# Agrochão
Agrochão es una freguesia portuguesa del municipio de Vinhais, con 18,07 km² de superficie y 349 habitantes (2009). Su densidad de población es de 19,3 hab/km².